# مات ريد
مات ريد (بالإنجليزية: Matt Reed)‏ هو تريثلت أمريكي، ولد في 8 نوفمبر 1975 في بالميرستون نورث في نيوزيلندا.

## وصلات خارجية
- مات ريد على موقع اتحاد الترياتلون الدولي (الإنجليزية)
- مات ريد على موقع IAT Triathlon Database (الإنجليزية)
- مات ريد على موقع أوليمبيديا (الإنجليزية)